# タスカルーサ (装甲艦)
CSS タスカルーサ （CSS Tuscaloosa）は南北戦争中のアメリカ連合国海軍のハンツビル級衝角装甲艦。1862年にセルマ海軍工廠で起工された。艦名はアラバマ州の都市であるタスカルーサに由来する。

## 艦歴
タスカルーサはアラバマ州セルマ（Selma）で1863年2月7日に進水した。その後アラバマ州モービル自力で航行航し、そこで最終艤装を行った。装甲板は4インチ厚で、アラバマ州シェルビー（Shelby）のシェルビー鉄工所（Shelby Iron Company）とジョージア州アトランタのアトランタ圧延所（Atlanta Rolling Mill）で製造された。
チャールズ・マクブレアを艦長とし、タスカルーサはモービル近郊の水域で任務についた。1864年8月5日にのモービル湾の海戦にタスカルーサは参加せず、スパニッシュ川（Spanish River）に脱出した。モービル湾の海戦は南軍の敗北に終わったが、モービル自体はその後8ヶ月間持ちこたえ、モービル湾の深部も南軍が確保していた。1865年4月12日にモービルが陥落すると、タスカルーサはCSS ハンツビルと共に、モービルのやや北、モービル川とスパニッシュ川の分岐部において、鹵獲を免れるために自沈した。沈没場所は1985年に特定されている。

## 参考資料
- Silverstone, Paul H. (2006). Civil War Navies 1855–1883. The U.S. Navy Warship Series. New York: Routledge. ISBN 0-415-97870-X
- Still, William N., Jr. (1985). Iron Afloat: The Story of the Confederate Armorclads (Reprint of the 1971 ed.). Columbia, South Carolina: University of South Carolina Press. ISBN 0-87249-454-3